# 2009年度YAHOO!搜尋人氣大獎得獎名單
YAHOO!搜尋人氣大獎2009，（又稱第7屆Yahoo！搜尋人氣大獎），於2009年12月14日假香港展覽中心舉行，主題為「搜尋最愛，繼續喝采。人氣獎項，由你主宰」，當晚共頒發60個項目，當中15項為音樂獎項，11項為電視及電影獎項，17項為社會焦點獎項，更設3項至尊獎項，另外由今屆起新增亞洲區獎項，綜合港、台、韓三地全年的搜尋次數，及三地網民在11月至12月初以公投支持其偶像，共頒發14項亞洲區獎項。以下為當晚的得獎名單：

## 得獎名單

### 音樂獎項
- 人氣歌曲
  - 《七百年後》 ——陳奕迅
  - 《搜神記》 ——容祖兒
  - 《狂潮》 ——方大同
  - 《二缺一》 ——蔡卓妍
  - 《給自己的信》 ——鍾舒漫
  - 《地球很危險》 ——古巨基
  - 《戀愛疲勞》 ——吳雨霏
  - 《如果我是陳奕迅》 ——Mr.
  - 《你瞞我瞞》 ——陳柏宇
  - 《慕容雪》 ——薛凱琪
- 人氣國語歌曲
  - 《紅豆》 ——方大同
- 合唱歌曲
  - 《我的回憶不是我的》 ——海鳴威、泳兒
- 人氣大碟
  - 《HOCC 2009 HEROES》 ——何韻詩
- 網上熱播歌曲
  - 《如果我是個男孩》 ——駱胤鳴
- 搜尋人氣電視劇集歌曲
  - 《值得流淚》 ——林峯
- 人氣MV
  - 《借》 ——鄭融
  - 《Lovin'You》 ——周柏豪
  - 《今天終於知道錯》 ——陳偉霆
- 樂壇新勢力（男歌手）
  - 周子揚
- 樂壇新勢力（女歌手）
  - 麥家瑜
- 本地男歌手
  - 古巨基
- 國際男歌手
  - Michael Jackson
- 本地女歌手
  - 容祖兒
- 國際女歌手
  - Lenka
- 本地音樂組合
  - Mr.
  - Hotcha
  - RubberBand
- 國際音樂組合
  - 五月天

### 電視及電影獎項
- 本地男演員
  - 張家輝
- 國際男演員
  - 鄭元暢
- 本地女演員
  - 鄧麗欣
- 國際女演員
  - 林依晨
- 本地電影
  - 《保持愛你》
- 國際電影 
  - 《崖上的波兒》
- 電視男藝人
  - 黎耀祥
- 電視女藝人
  - 鄧萃雯
- 搜尋人氣急升電視藝人
  - 謝天華
- 電視劇集
  - 《巾幗梟雄》
- 綜藝節目
  - 《美女廚房》

### 亞洲區獎項
- 台灣區最受歡迎香港藝人
  - 方大同
- 台灣區最受歡迎韓國藝人
  - 金賢重
- 韓國區最受歡迎台灣女藝人
  - 舒淇
- 韓國區最受歡迎台灣男藝人
  - 言承旭
- 韓國區最受歡迎香港藝人
  - 成龍
- 韓國區最受歡迎韓國藝人
  - 金賢重
- 香港區最受歡迎台灣藝人
  - 鄭元暢
- 香港區最受歡迎韓國藝人
  - Rain
- 亞洲區最具號召力男藝人
  - 金賢重
- 亞洲區最具號召力女藝人
  - 林依晨
- 亞洲區最具號召力組合
  - SS501
- 亞洲區爆紅男藝人
  - 楊宗緯
- 香港最具號召力男藝人
  - 林峯
- 香港最具號召力女藝人
  - 鄭秀文

### 社會焦點獎項
- 政府部門
  - 天文台
- 本地政界人物
  - 梁國雄
- 國際政界人物
  - 奧巴馬
- 財經股市焦點
  - 中國銀行
- 新聞時事
  - 豬流感
- 新聞焦點人物
  - 梁洛施
- 旅遊熱點
  - 台灣
- 服飾品牌
  - Gucci
- 電子產品
  - iPhone
- 電腦遊戲
  - 夢之樂章
- 蒲點
  - 海洋公園
- 學府
  - 香港城市大學
- 球會
  - 南華足球隊
- 慈善機構
  - 紅十字會
- 運動員
  - 劉翔
- 娛樂焦點人物
  - 周秀娜
- 在榜上停留時間最長的項目
  - 梁洛施

### 至尊獎項
- 圖片搜尋次數最多的人物
  - 周秀娜
- 人氣急星
  - 官恩娜
- 最高人氣星之BLOG 
  - 傅穎

## 參看
- YAHOO!搜尋人氣大獎[]